# Бред у старому Кентуккі
Розведений у старому Кентуккі (англ. Bred in Old Kentucky) — американський німий спортивний фільм 1926 режисера Едварда Діллона з Віолою Деною, Джеррі Майлі та Джедом Прауті у головних ролях.

## Актори
| Актор           | Роль              |
| --------------- | ----------------- |
| Віола Дена      | Кеті О'Дун Джеррі |
| Майлі           | Денніс Рейлі      |
| Джед Прауті     | Джейк Трамбулл    |
| Джим Мейсон     | Тод Кайлер        |
| Рой Лейдлоу     | містер Велкін     |
| Жозефін Кроуелл | хазяйка квартири  |